# Oriente (film 1924)
Oriente (Orient) è un film muto tedesco del 1924 diretto da Gennaro Righelli.

## Produzione
Il film fu prodotto dalla Trianon-Film GmbH di Berlino.

## Distribuzione
Con il visto di censura del 15 ottobre 1924, il film fu distribuito in Germania dalla Trianon-Film GmbH che lo fece uscire in prima a Berlino il 17 ottobre 1924 con il titolo originale Orient - Die Tochter der Wüste o, più brevemente, come Orient. In Finlandia, la pellicola arrivò sul mercato il 29 marzo 1925, mentre in Portogallo uscì quasi due anni più tardi, il 17 gennaio 1927.